# 生殖の善行
生殖の善行（せいしょくのぜんこう、英: Procreative Beneficence）は、ジュリアン・サヴァレスキュ(Julian_Savulescu)によって、2001年に提唱された倫理学的な義務である。

## 概要
この原則は以下のように要約できる。
サヴァレスキュに依れば、出産を希望するカップルは、この原則に基づいて、遺伝子検査を行うべきであり、それに基づいて、集中力、他者との関係形成、他者への共感などの能力を作る非疾患遺伝子に関係する遺伝情報から、最善の人生を送る可能性の最も高い胚、または胎児を選択すべきである。
また、この原則は非疾患遺伝子に基づいた、最善の人生、もしくは望ましい生活を歩むチャンスを持ちうる人生を歩む子供の出産を求めると共に、疾患遺伝子における遺伝子情報の利用も導き出される。
彼はこの原則の前提として、行動遺伝学の進展に伴い、知能や犯罪行動、不安障害、記憶力に関係する遺伝子が研究の対象となっている事と、体外受精の利用がなされた場合、出生前診断における負担は少なくなる事を挙げている。
日本においては2024年現在、非医療的な着床前遺伝学的検査における指針は定められていない。

## 賛否
この原則は功利主義との親和性が指摘されている。一方で、サヴァレスキュ本人はこの原則を直感的に擁護する事を試み、仮定を提示する事で説明を試みている。
この場合、AもしくはBの選択肢のどちらかがより利益があるかを事前に確かめることは不可能である。しかし、Aの選択肢を選ぶ方がより合理的であり、利用可能な情報に基づいてAの選択を選ぶ事は肯定される。それと同様に、子どもが持ちうる能力や性質の期待値を向上させる事は肯定しうるとしている。
この原則には、出生前診断などの遺伝情報の入手の格差に基づいて批判を受けている。そのほかに、子ども自身の福利の見込みが最大となる子どもを産むべきであるという原則が、結果として社会の福利を最大化しうる事に関する論証の不足が指摘されている。
また、統計的に女児の寿命がより長い事や、男女差別の激しい地域に関係して、特定の性別のみを出産するべきであると言う直感に反する結論が導き出されると言う批判も存在する。但し、これに関しては他の条件が同じ場合においてより良い選択肢を選ぶべきであり、男女の場合他の条件は同じではないとする再反論がなされている。